# Khorāsb
Khorāsb (persiska: خوراسب, Khūrāsb, خراسب) är en ort i Iran.   Den ligger i provinsen Västazarbaijan, i den nordvästra delen av landet, 600 km väster om huvudstaden Teheran. Khorāsb ligger 1 677 meter över havet och antalet invånare är 394.
Terrängen runt Khorāsb är varierad. Runt Khorāsb är det ganska tätbefolkat, med 108 invånare per kvadratkilometer. Närmaste större samhälle är Nergī, 16,9 km norr om Khorāsb. Trakten runt Khorāsb består i huvudsak av gräsmarker.